# Abraxas radiata
Abraxas radiata är en fjärilsart som beskrevs av Rayner 1909. Abraxas radiata ingår i släktet Abraxas och familjen mätare. Inga underarter finns listade i Catalogue of Life.